# Karl von Pritzelwitz
Karl Friedrich Heinrich Ernst Joachim von Pritzelwitz (* 17. Juni 1794; † 21. August 1870 auf Gut Schollene) war ein preußischer Oberstleutnant und von 1821 bis 1848 Hofmarschall des Prinzen Friedrich von Preußen sowie dessen Gemahlin Prinzessin Luise von Anhalt-Bernburg in Düsseldorf.

## Herkunft
Seine Eltern waren der preußische Generalmajor Karl Ludwig von Pritzelwitz (1768–1839) und dessen Ehefrau Henriette Luise Friederike von Schladen (1773–1859). Der preußische General der Infanterie Gustav von Pritzelwitz (1813–1895) war sein Bruder.

## Leben

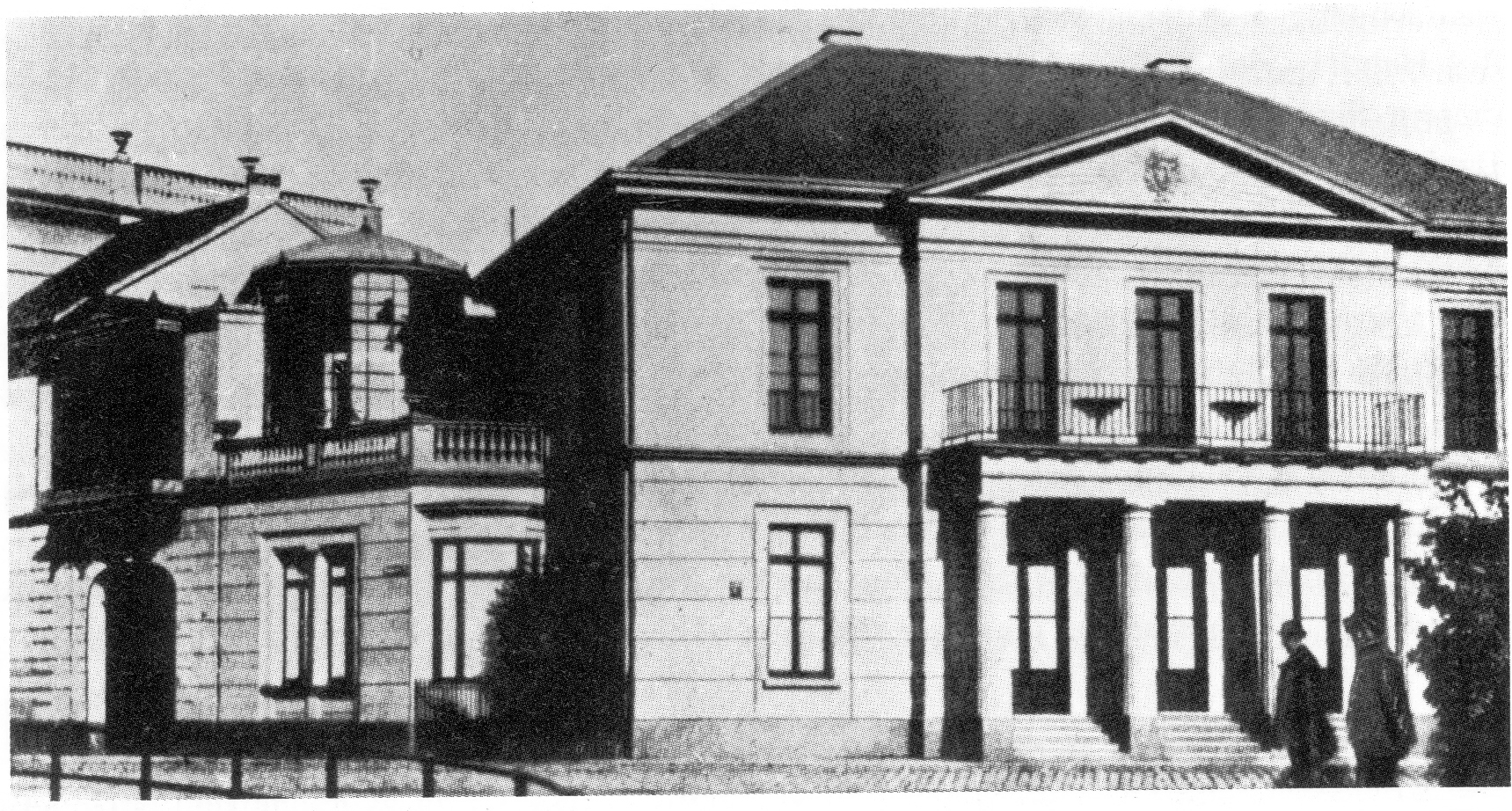
Wohnhaus Hofgartenstraße 12

Pritzelwitz lebte mindestens von 1821 bis 1848 in Düsseldorf und ließ um 1831 von Adolf von Vagedes das klassizistische palaisartige Haus am Schadowplatz, Ecke Hofgartenstraße in Düsseldorfs vornehmster Wohngegend erbauen, das er 1852 an den Bankier Christian Gottfried Trinkaus verkaufte. In den Jahren zwischen 1844 und 1847 war er in der Hofgartenstraße 184 gemeldet.
Vor seiner Tätigkeit als Hofmarschall war er dem 1. Garde-Regiment zu Fuß zugeteilt. Im Jahr 1834 wurde er Rechtsritter des Johanniterordens in der Ballei Brandenburg. Seit 1832 initiierte er den 1833 gegründeten Düsseldorfer Theaterverein und stand deshalb auch zu Carl Leberecht Immermann in engem Kontakt, der das Stadttheater Düsseldorf ab 1840 leitete. In den Jahren 1840 bis 1850 ist er ferner als Mitglied der „Rheinisch-Westfälischen Gefängnisgesellschaft“ genannt.
In Schollene ist Karl von Pritzelwitz, der um 1845 zu den 16 reichsten Männern Düsseldorfs gehörte, begraben.

## Familie
Der Hofmarschall war drei Mal verheiratet. Seine erste Frau wurde am 16. Dezember 1825 Lyda von Hagen († 19. Oktober 1828). Das Paar hatte zwei Söhne:
- Karl (* 22. Februar 1827; † 20. Dezember 1851), königliche preußischer Leutnant a. D.
- Friedrich (* 18. Oktober 1828; † 10. Mai 1900)

Nach ihrem Tod heiratete er am 17. Mai 1832 Agnes von Holtzendorff (* 5. Januar 1798 in Warschau; † 11. Januar 1835) verheiratet. Das Ehepaar hatte zwei Kinder:
- Adolf Maximilian Ernst (* 25. Februar 1833; †  19. Mai 1883) ⚭ Julie Auguste Elisabeth von Langenn (* 12. Januar 1838; † 6. April 1893)
- Agnes (* 11. Januar 1835 in Düsseldorf; † 28. April 1911 auf Gut Schollene) ⚭ 1855 Udo III. von Alvensleben

Am 26. Juni 1836 heiratete er seine dritte und letzte Frau Franziska Jeanette von Winterfeld (* 11. April 1813; † 11. April 1888). Das Ehepaar hatte zwei Kinder:
- Johanna Henriette Theodora Franziska (* 25. März 1837), Stiftsdame in Lindow
- Arthur (* 27. Februar 1842; † 19. Mai 1864), preußischer Leutnant

## Orden und Ehrenzeichen
- Roter Adlerorden[10]